# Ismail Kosan

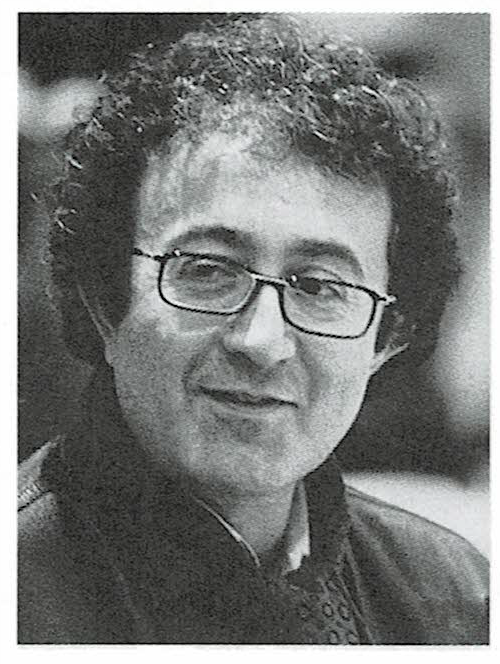
Ismail Hakki Kosan (1995)

Ismail Kosan oder Ismail Hakkı Koșan (* 26. Oktober 1948, Pülümür, Türkei) ist ein deutscher Politiker und Mitbegründer der Alternativen Liste für Demokratie und Umweltschutz (AL) in West-Berlin, die 1993 mit dem Bündnis 90 zum Bündnis 90/Die Grünen fusionierte. Der studierte Diplom-Bauingenieur zog als Kandidat der AL (später Die Grünen) im Jahr 1992 in das Abgeordnetenhaus von Berlin ein und war bis 1999 Ausländerpolitischer Sprecher seiner Fraktion im Berliner Landtag.

## Leben und Beruf
Kosan wuchs in Pülümür und später in Erzincan im Osten der Türkei auf. Er absolvierte das dortige Gymnasium und bewarb sich anschließend um ein Stipendium bei Senator Robert F. Kennedy, Bruder des ehemaligen US-Präsidenten John F. Kennedy. Trotz einer Zusage entschied sich Kosan nach dem Tod des US-Senators dafür, in Deutschland zu studieren.
1969 immatrikulierte Kosan sich für das Fach Bauingenieurwesen an der Technischen Universität (TU) in West-Berlin und wurde kurz darauf zum Vorsitzenden des Studentenvereins der Türkei gewählt. Bereits während seines Studiums organisierte Kosan diverse politische Aktionen und wurde Mitglied des Ausländerkomitees Berlin e.V. Nach seinem Studienabschluss mit dem Titel Dipl.-Ing. war Kosan als Bauingenieur tätig, bevor er, nach Erlangung der deutschen Staatsbürgerschaft, 1990 für die AL zur Wahl in das Abgeordnetenhaus von Berlin aufgestellt wurde.

## Politische Laufbahn
Von 1972 bis 1974 war Kosan Vorstandsmitglied des Studentenvereins der Türkei, 1973 bis 1976 Vorsitzender der Vista e.V. (Vereinigung für Internationale Studentenarbeit e.V.), 1978 bis 1979 Vorstandsmitglied des Ausländerkommittee Berlin e.V., ab 1993 Mitglied von Pro Asyl e.V., Mitglied des Vereins Gegen Vergessen – für Demokratie e.V., Mitinitiator der Kampagne für das Kommunale Wahlrecht für Ausländer (1979) sowie Initiator der Doppelten Staatsbürgerschaftskampagne (1993).
1990 wurde Ismail Kosan von seiner Partei, der Alternativen Liste für Demokratie und Umweltschutz (AL), auf den 15. Listenplatz für die Wahl zum Abgeordnetenhaus von Berlin gesetzt. Mit dem Rücktritt von Marlis Dürkop, die zur Präsidentin der Humboldt-Universität zu Berlin (HU) gewählt wurde, rückte er 1992 in das Berliner Parlament nach. Nach der Fusion der AL mit dem Bündnis 90 zum Bündnis 90/Die Grünen wurde Kosan 1995 erneut zur Wahl aufgestellt und zog auf dem Listenplatz 9 in das Abgeordnetenhaus von Berlin ein. Während seiner Amtszeit war Kosan im Ausschuss für Inneres, Medien und Soziales aktiv.
Die wichtigste Errungenschaft Kosans war die deutschlandweit umstrittene Kampagne zur Einführung der Doppelten Staatsbürgerschaft. Als Ausländerpolitischer Sprecher seiner Fraktion engagierte sich Kosan besonders für die Themen Integration und Flüchtlingspolitik. Sein Einsatz für die Verbesserung der Lebensumstände von Geflüchteten in Abschiebehaft und seine Kritik an der deutschen Ausländer- und Flüchtlingspolitik machten ihn zu einer wichtigen Figur der Berliner Politik. Mit dem Einzug von Ismail Kosan in das Abgeordnetenhaus von Berlin wurde die Flüchtlingspolitik umgekrempelt.
Zu den politischen Zielen Kosans gehörte die Bekämpfung von systemischem und Alltagsrassismus. Kosan vertrat während seiner politischen Karriere eine globale Friedenspolitik. Er setzte sich für die Emanzipation der Frau ein und verfolgte eine allübergreifende Antidiskriminierungskampagne, indem er sich für alle Minderheiten der Gesellschaft politisch engagierte. Ökopolitische Aktionen zum Schutz von Mensch und Umwelt gehörten ebenfalls zu seinen Kernthemen.
2001 trat Ismail Kosan aus dem Landesverband der Grünen aus, blieb aber weiterhin politisch aktiv.

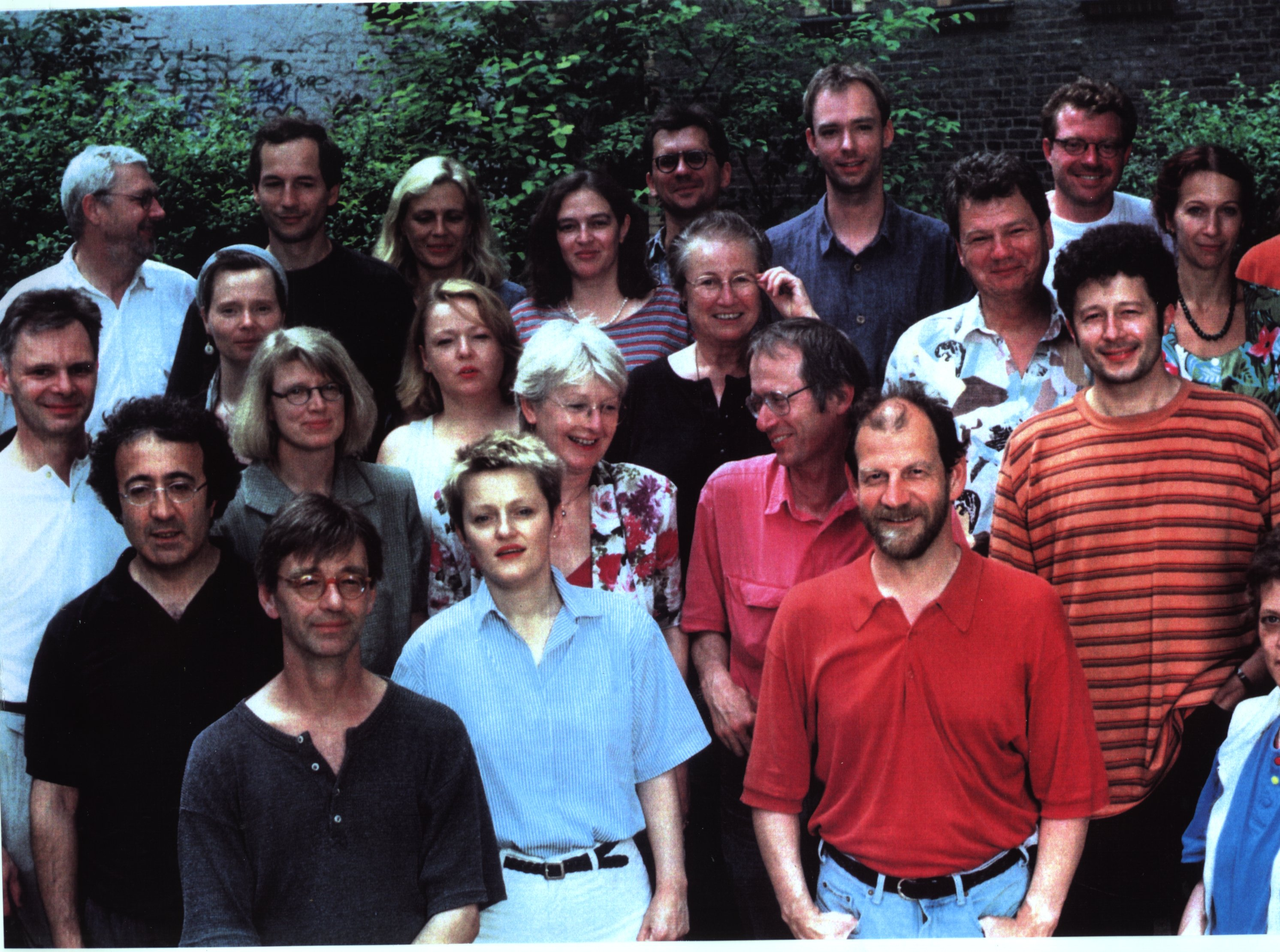
Fraktion Bündnis 90/Die Grünen (1995)
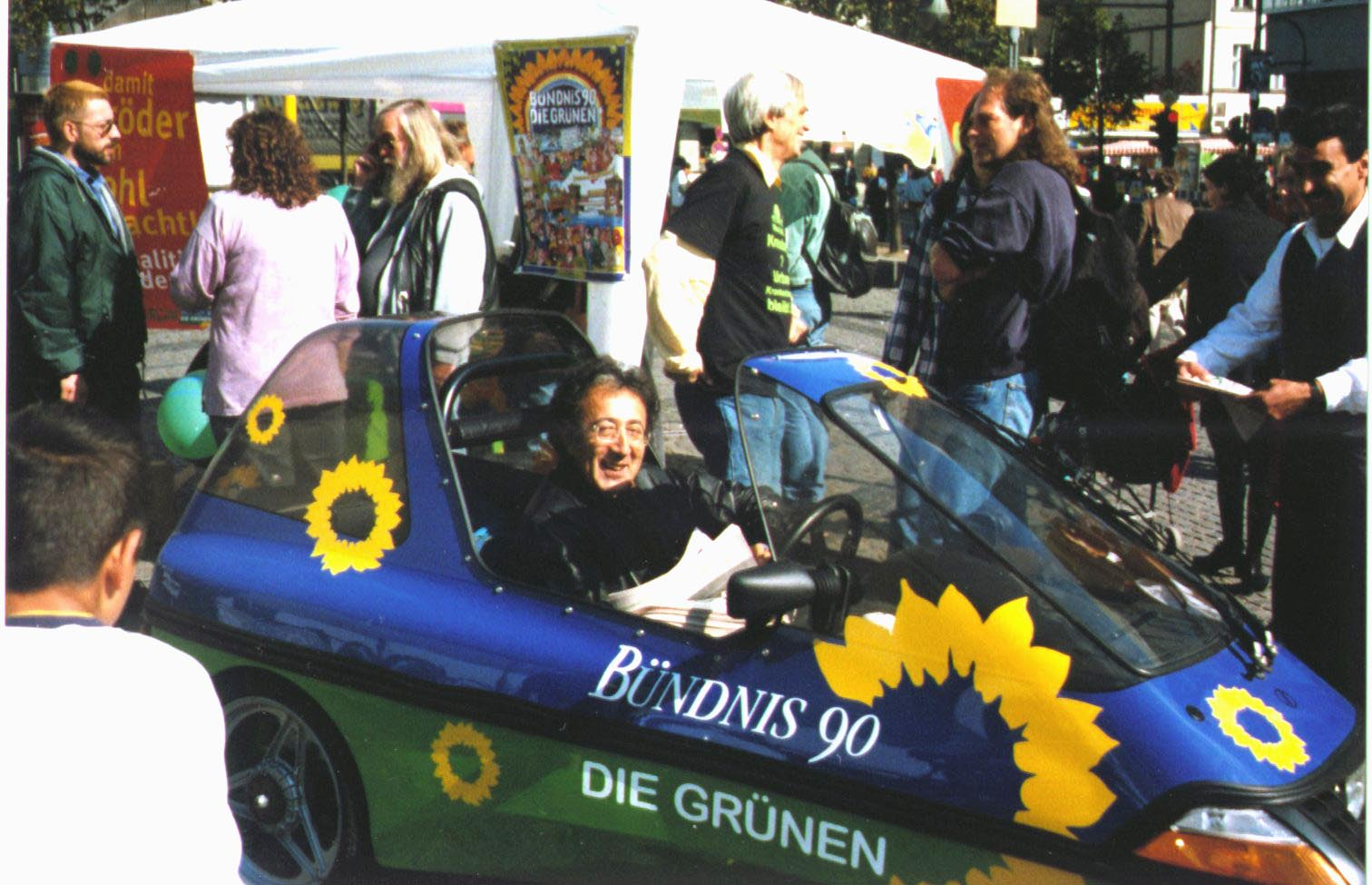
Ismail Kosan beim Wahlkampf für Die Grünen (1998)
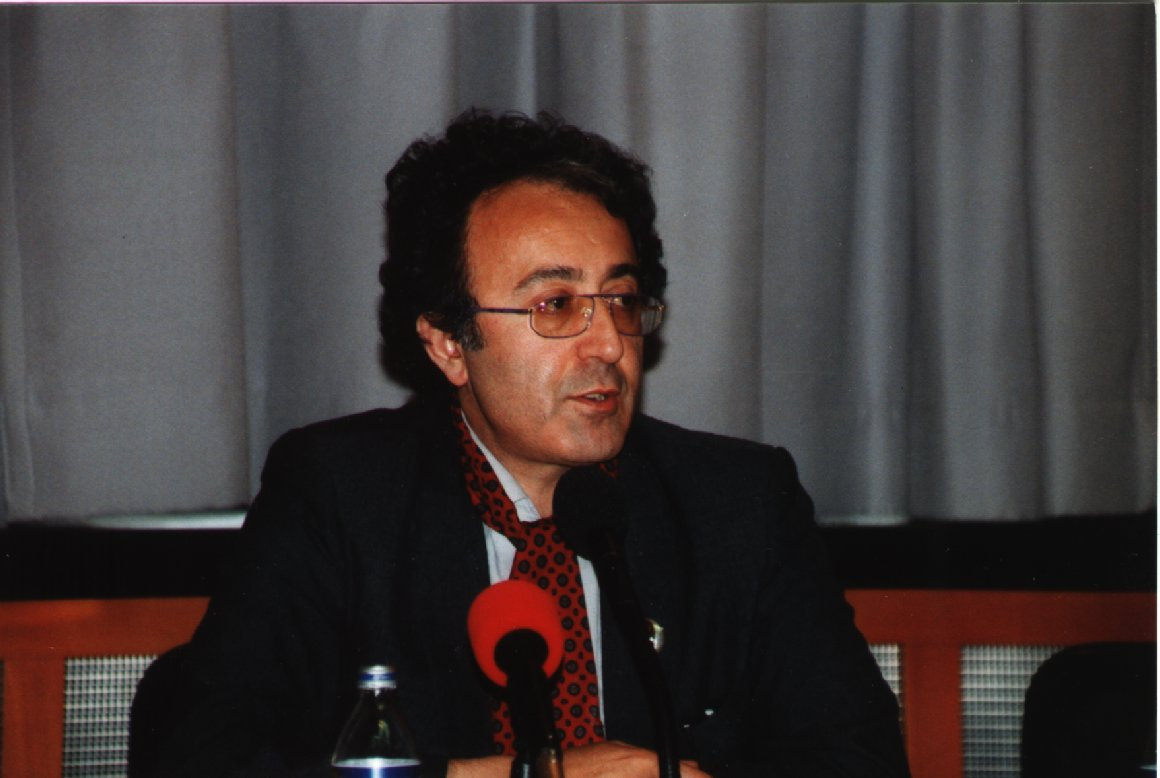
Ismail Kosan (1998)

## Pressestimmen über Ismail Kosan
Die New York Times verfasste ein Porträt über Kosan und schrieb 1993, kurz nach seinem Einzug in das Abgeordnetenhaus von Berlin: „In Deutschland ist Herr Kosan noch eine Rarität“. Weiterhin sei Ismail Kosan „der einzige im Ausland geborene Bürger, der das unausgesprochene Tabu gegen ausländische Politiker [in Deutschland] erfolgreich in Frage gestellt hat“.
Im Porträt mit der New York Times sagte Kosan über sich: „Die Nationalität ist nicht wichtig, [...] Ich betrachte mich nicht als türkischen Politiker, sondern als einen Menschen, der in der Politik arbeiten will und zufällig in Berlin lebt. Wenn ich nach Amerika gegangen wäre, hätte ich dasselbe getan. Ich akzeptiere diese Gesellschaft. Ob sie mich akzeptiert, ist eine andere Sache.“
In ihrem Buch „Cosmopolitan Anxieties: Turkish Challenges to Citizenship and Belonging in Germany“ schrieb Ruth Mandel 2008 über Kosan: „[...] in den 1990ern wurde eine viel beachtete Kampagne von Ismail Koşan, einem eingebürgerten Deutschen aus der Türkei und Mitglied der Grünen (Bündnis 90) im Abgeordnetenhauses von Berlin, angeführt. Die Kampagne sammelte eine Million Unterschriften für die Legalisierung der doppelten Staatsbürgerschaft. In der Erklärung wurden andere europäische und nordamerikanische Beispiele angeführt, in denen die doppelte Staatsbürgerschaft legal ist, und das deutsche Gesetz als anachronistisch und als ‚Volksrelikt‘ bezeichnet. Die Bewegung forderte die Aufhebung von Artikel 116 sowie des Jus Sanguinis.“